# 甘蔗輪盾介殼蟲
甘蔗輪盾介殼蟲（学名：Aulacaspis madiunensis）为盾介殼蟲科輪盾介殼蟲屬下的一个种。